# پلاستیک‌سانی رفتاری
پلاستیک‌سانی رفتاری (به انگلیسی: Behavioral plasticity) به تغییر رفتار جاندار اشاره دارد که از قرار گرفتن در معرض محرک‌هایی مانند تغییر شرایط محیطی ناشی می‌شود.
رفتار می‌تواند در پاسخ به تغییرهایی در محرک‌های درونی یا بیرونی با سرعت بیشتری نسبت به بیشتر صفت‌های ریخت‌شناختی و بسیاری از صفت‌های فیزیولوژیک تغییر کند. در نتیجه، هنگامی که جانداران زنده با شرایط جدید روبرو می‌شوند، تغییرهای رفتاری اغلب پیش از تغییرهای فیزیولوژیک یا ریخت‌شناختی رخ می‌دهد. به عنوان مثال، لارو دوزیستان رفتار ضدشکارگری خود را ظرف یک ساعت پس از تغییر نشانه‌های شکارچیان تغییر می‌دهند، اما تغییرهای ریخت‌شناختی در شکل بدن و دم در پاسخ به همان نشانه‌ها به یک هفته نیاز دارند.